# Мала М’ясиха
Мала М’ясиха (рос. Малая Мяссиха) — присілок в Ветлузькому районі Нижньогородської області Російської Федерації.
Населення становить 92 особи. Входить до складу муніципального утворення Волиновська сільрада.

## Історія
Від 2009 року входить до складу муніципального утворення Волиновська сільрада.

## Населення
| 1999 | 2002 | 2010 |
| ---- | ---- | ---- |
| 156  | ↘134 | ↘91  |